# Kanpur
Kanpur povijesno nazvan Cawnpore, metropolitanski je grad u državi Uttar Pradesh u Indiji. Veća metropola podijeljena je u dvije četvrti: gradsku četvrt Kanpur Nagar i ruralnu četvrt Kanpur Dehat.
Grad je poznat po kožarskoj i tekstilnoj industriji. 12. je najmnogoljudniji grad i 11. najmnogoljudnija urbana aglomeracija u Indiji. To je ujedno drugi najveći grad i najveća urbana aglomeracija u Uttar Pradeshu. Kanpur je bio važan britanski garnizonski grad do 1947. godine, kada je Indija stekla neovisnost. 
Na zapadnoj obali rijeke Ganges, glavno je trgovačko i trgovačko središte u Sjevernoj Indiji, s prvim postrojenjem za obradu vune u Indiji, poznatim pod nazivom Lal Imli (što doslovno znači "Crveni tamarind",  marka koju proizvodi takva postrojenja) Britanske korporacije India, koju je ovdje osnovao Alexander MacRobert 1876. godine. Istočno i sjeverno pročelje podsjećaju na Westminstersku palaču, zbog svoje arhitekture, blizine rijeke Ganges i sjeveroistočnog ugla postrojenja na vrhu sahat-kule slične Big Benu u Londonu. Ova sličnost naglašava važnost i prestiž grada tijekom britanskog doba, koje se proteže do danas. Grad se također smatra "svjetskim gradom kože" i "Manchesterom Istoka", a neke inačice glase: "Manchester Indije" - naslov koji dijele i druga nekadašnja britanska industrijska središta u Indiji, gradovi poput Ahmedabada i Surata; uglavnom za svoju tekstilnu industriju.
Smatra se najzagađenijim gradom na svijetu po koncentracijom čestica u zraku po Svjetskoj zdravstvenoj organizaciji, zbog industrijskih postrojenja. Mnogi stanovnici se liječe zbog plućnih bolesti.